# Synta
Synta (повна назва — Synta Technology Corporation of Taiwan, «тайваньська технологічна корпорація Synta») — виробник телескопів і оптичних компонентів зі штаб-квартирою в Таоюані на Тайвані.

## Історія
Корпорація Synta була заснована в Таоюані на Тайвані приблизно в 1980 році розробником механіки та оптики Дажонгом Шеном (Dazhong Shen). У 1992 році компанія Synta разом із канадськими інвесторами заснувала компанію Suzhou Synta Optical Technology у Сучжоу в Китаї (біля Шанхая) як виробниче підприємство з виробництва телескопів для Celestron і Tasco. У 1999 році компанія Synta заснувала бренд Sky-Watcher з головним офісом у Річмонді в Канаді, щоб розповсюджувати свою продукцію в Канаді та Європі, а наприкінці 2000-х — у США. У 2005 році Synta придбала американську компанію Celestron, що переживала труднощі, продовживши виробництво продуктів Celestron і керуючи виробничими потужностями в США через SW Technology Corporation, холдингову компанію Synta, розташовану в Делавері. Synta також виробляє продукцію для Orion Telescopes & Binoculars.